# Негроне, Баттиста
Баттиста Негроне (итал. Battista Negrone; Генуя, 1530 — Генуя, 1592) — дож Генуэзской республики.

## Биография
Достоверной информации о фигуре Баттисты Негроне сохранилось не много. Он родился в Генуе около 1530 года и с юности занялся семейным банковским бизнесом, часто бывая за пределами Генуи. В период гражданской войны между группировками знати в Генуе между 1575 и 1576 годами Негроне находился в Венеции.
Он вернулся в Геную около 1577 года, когда его имя было включено в избирательный бюллетень Великого Совета Республики. В 1579 году Негроне получил пост в департаменте иностранной валюты. Незадолго до своего назначения дожем он стал учредителем строительства новой часовни Распятия в базилике Санта-Мария-делле-Винье в Генуе, за что художник Ладзаро Тавароне изобразил его на одной из фресок в образе землепашца.
"Старая" знать Генуи добилась избрания Негроне дожем 20 ноября 1589 года. Среди главных событий его правления стоит отметить завершение строительства Дворца торговли, которое было обеспечено за счет ссуды в Банке Сан-Джорджо, продолжение строительства нового Дворца дожей и реставрацию здания тюрьмы. Среди трагических событий двух лет правления Негроне следует отметить серьезные засухи, которые поразили не только Геную, но и весь Апеннинский полуостров.
Мандат Негроне истек 15 ноября 1591 года, после чего он вернулся к финансовой деятельности и ушел из политики. Он умер в Генуе в январе 1592 года, его тело было похоронено в базилике Санта-Мария-делле-Винье.